# Marathon des Sables

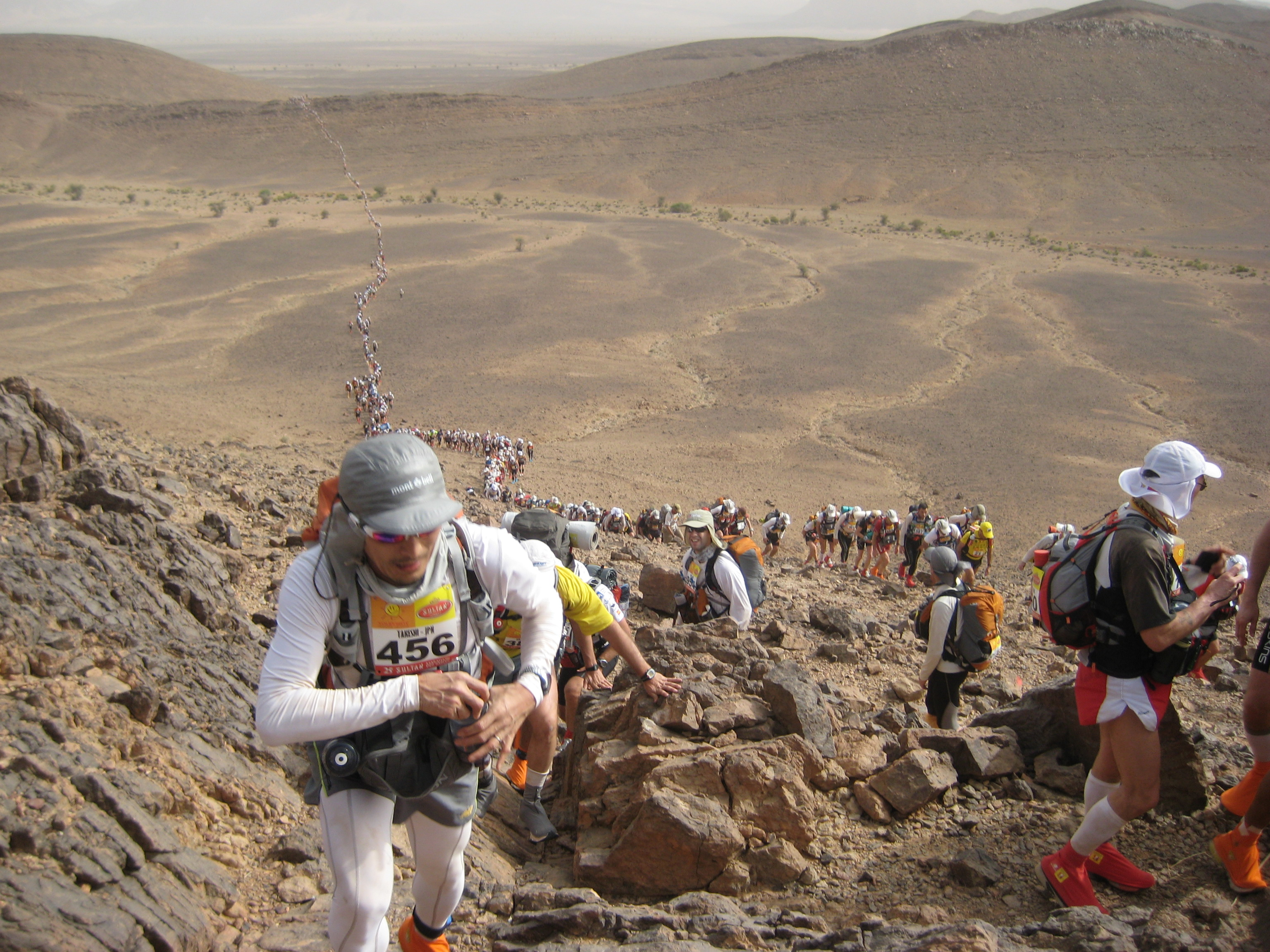
Marathon des Sables (2010)

Der Marathon des Sables (MDS) ist ein anspruchsvoller Etappen-Ultramarathon, der seit 1986 von dem Franzosen Patrick Bauer in der marokkanischen Sahara organisiert wird. Die 250 Kilometer lange Strecke wird für jeden Lauf neu bestimmt. Es gibt sechs Etappen in sieben Tagen: fünf Etappen zwischen 20 und 40 km und eine Etappe von ca. 80 km (2009: 91 km), die die Läufer an einem Stück in knapp zwei Tagen (40 Stunden) absolvieren müssen.

## Bedingungen
Die Läufer tragen persönliche Utensilien und Verpflegung für das ganze Rennen mit sich. Die Organisatoren stellen nur das tägliche Wasser (ungefähr neun Liter, abhängig von der Länge der Etappen) und ein offenes Zelt zur Verfügung. Die Läufer müssen mit einer minimalen Überlebensausrüstung wie Schlafsack, Schlangenbiss-Set und 2000 kcal Energie pro Tag ausgerüstet sein. Die sich jährlich ändernde Laufstrecke besteht im Allgemeinen aus felsigen Ebenen, ausgetrockneten Flussbetten und Sanddünen, wobei nur gelegentlich kleine Dörfer durchquert werden. Die Temperatur erreicht tagsüber 40 °C und mehr, während sie nachts bis auf 5 °C abfallen kann. Der Lauf ist auf ca. 800 Teilnehmer limitiert. Allerdings nahmen schon öfters mehr als 800 Teilnehmer teil. Die einzige Anforderung an die Läufer ist eine robuste Gesundheit, die durch eine medizinische Untersuchung überprüft wird. Der bislang älteste Finisher ist Claude Compain, der 2000 als 77-Jähriger mit einer Zeit von 69:58:38 h den 563. Platz (unter 570 Finishern) belegte.
Ein dramatischer Zwischenfall ereignete sich 1994, als sich der italienische Teilnehmer Mauro Prosperi in einem Sandsturm verirrte und erst nach neun Tagen um 15 kg abgemagert und 200 km vom Kurs entfernt, in Algerien von Nomaden aufgefunden wurde.
2007 verstarb Bernard Julé trotz seines exzellenten Gesundheitszustands – er war unter den Top-50 – am frühen Morgen nach der Nachtetappe. 2021 verstarb ein Läufer Anfang 50 und aus Frankreich stammend bei der zweiten Etappe.

## Resultate
Da die Distanzen aufgrund der unterschiedlichen Streckenführung jährlich variieren, sind die Zeiten nur bedingt miteinander vergleichbar.
| Austragung | Jahr | Distanz  | Sieger                              | Siegerin                        | Teilnehmer |
| ---------- | ---- | -------- | ----------------------------------- | ------------------------------- | ---------- |
| 34         | 2019 | 251 km   | Rachid el Marabity -6- (18:31:24 h) | Ragna Debats (22:33:36 h)       |            |
| 33         | 2018 | 237 km   | Rachid el Marabity -5- (19:35:49 h) | Magdalena Boulet (25:11:19 h)   | ?          |
| 32         | 2017 | 237 km   | Rachid el Marabity -4- (19:15:23 h) | Elisabet Barnes (23:16:12)      | 1171       |
| 31         | 2016 | 257 km   | Rachid el Marabity -3- (21:01.21)   | Natalia Sedykh (24:45.26)       | 1100       |
| 30         | 2015 | 250 km   | Mohamad Ahansal -6- (16:27:26)      | Elisabet Barnes (26:42:13)      | 1300       |
| 29         | 2014 | 257 km   | Rachid el Marabity -2- (20:27.37)   | Nikki Kimball (29:04.49)        | 1029       |
| 28         | 2013 | 231,5 km | Mohamad Ahansal -5- (18:59.35)      | Meghan Hicks (24:42.01)         | 1027       |
| 27         | 2012 | 247 km   | Salameh Al Aqra (19:59.21)          | Laurence Klein -2- (26:15.40)   | 795        |
| 26         | 2011 | 250 km   | Rachid el Marabity (20:46.12)       | Laurence Klein (26:57.24)       | 849        |
| 25         | 2010 | 250 km   | Mohamad Ahansal -4- (19:45.08)      | Monica Aguilera (29:44.11)      | 1013       |
| 24         | 2009 | 202 km   | Mohamad Ahansal -3- (16:27.26)      | Touda Didi -2- (23:30.44)       | 812        |
| 23         | 2008 | 245 km   | Mohamad Ahansal -2- (19:27.46)      | Touda Didi (28:38.11)           | 803        |
| 22         | 2007 | 221 km   | Lahcen Ahansal -10- (17:25.06)      | Laurence Fricotteaux (23:28.21) | 756        |
| 21         | 2006 | 212 km   | Lahcen Ahansal -9- (17:14.01)       | Géraldine Courdesse (26:33.23)  | 731        |
| 20         | 2005 | 255 km   | Lahcen Ahansal -8- (19:09.04)       | Simone Kayser -3- (29:36.03)    | 777        |
| 19         | 2004 | 237 km   | Lahcen Ahansal -7- (17:44.47)       | Simone Kayser -2- (27:12.09)    | 587        |
| 18         | 2003 | 243 km   | Lahcen Ahansal -6- (18:56.08)       | Magali Juvenal (31:59.22)       | ?          |
| 17         | 2002 | 230 km   | Lahcen Ahansal -5- (18:23.16)       | Simone Kayser                   | 600        |
| 16         | 2001 | 243 km   | Lahcen Ahansal -4- (18:42.10)       | Franca Fiacconi (23:46.46)      | 630        |
| 15         | 2000 | 222 km   | Lahcen Ahansal -3- (18:03.25)       | Pascal Martin                   | 800        |
| 14         | 1999 | 225 km   | Lahcen Ahansal -2- (17:14.61)       | Lisa Smith                      | 600        |
| 13         | 1998 | 221 km   | Mohamad Ahansal (16:22.29)          | Rosanna Pellizzari              | ?          |
| 12         | 1997 | 220 km   | Lahcen Ahansal (17:19.58)           | Anke Molkenthin                 | ?          |
| 11         | 1996 | 220 km   | André Derksen -3-                   | Béatrice Reymann                | 200        |
| 10         | 1995 | ?        | André Derksen -2-                   | Valentina Liakhova              | 200        |
| 9          | 1994 | ?        | André Derksen (18:41.31)            | Irina Petrovna                  | 128        |
| 8          | 1993 | ?        | Mohamed Bensalah -2-                | Monique Frussote -3-            | 150        |
| 7          | 1992 | ?        | Mohamed Bensalah                    | Monique Frussote -2-            | 149        |
| 6          | 1991 | ?        | Hassan Sebtaoui -3-                 | Monique Frussote                | 109        |
| 5          | 1990 | ?        | Hassan Sebtaoui -2-                 | Claire Garnier                  | 200        |
| 4          | 1989 | ?        | Hassan Sebtaou                      | Marie-Claude Battistelli        | 172        |
| 3          | 1988 | ?        | Bernard Gaudin -2-                  | Marie-Ange Malcuit -2-          | 156        |
| 2          | 1987 | ?        | Bernard Gaudin                      | Marie-Ange Malcuit              | 62         |
| 1          | 1986 | ?        | Michel Galliez                      | Christiane Plumere              | 23         |